# Anna Margrethe Lendrop
Anna Margrethe Lendrop, född 1873 i Kalundborg, död 1920 i Köpenhamn, var en dansk operasångare (mezzosopran).
Lendrop scendebuterade 1898 på Det Kongelige Teater i Köpenhamn som Carmen. Hon var engagerad där fram till 1919.